# Ousmane Oumar Kane
Ousmane Oumar Kane est un universitaire. Il est titulaire de la chaire Prince Alwaleed Bin Talal sur la religion et les sociétés islamiques contemporaines à la Harvard Divinity School et au département des langues et civilisations du Proche-Orient de l'université Harvard depuis juillet 2012.

## Biographie
Ousmane Oumar Kane est le petit-fils maternel de l'érudit sénégalais Ibrahim Niasse.
Il a obtenu un baccalauréat ès arts en arabe et une maîtrise en études islamiques de l'Institut national des langues et civilisations orientales de l'université Sorbonne Nouvelle, ainsi qu'un M. Phil et un doctorat en sciences politiques et études du Moyen-Orient de l'Institut d'études politiques de Paris. Il a occupé le poste de professeur assistant de science politique à l'université Gaston-Berger de Saint-Louis, au Sénégal et des postes de professeur invité à l'université de Londres, l'université du Kansas, l'université Yale et l'Institut d'études avancées de Berlin. Il est devenu professeur agrégé d'affaires internationales et publiques à l'université Columbia en 2002 et est parti pour Harvard en 2012. 

## Publications
- Bourse islamique en Afrique. Nouvelles orientations et contextes mondiaux (Londres : James Currey, 2021). Les Sénégalais d'Amérique (Dakar : CERDIS, 2019).
- Beyond Timbuktu: An Intellectual History of Muslim West Africa, Harvard University Press, 2016[3]
- La patrie est l'arène : religion, transnationalisme et intégration des migrants sénégalais en Amérique, New York : Oxford University Press, 2011,  (ISBN 9780199732302)[4].
- Modernité musulmane au Nigeria postcolonial. Une étude de la société de la suppression de l'innovation et du rétablissement de la tradition, Leiden et Boston : EJ Brill, 2003,  (ISBN 9789004125889)[5].
- Intellectuels non Europhones, Dakar : Codesria, 2003
  - Traduit en anglais sous le titre Non-Europhone intellectuals, ainsi qu'en espagnol et en arabe).
- Al-Makhtutat al-islamiyya fi Sinighal, (Handlist of Islamic Manuscripts in Sénégal), Londres, Al-Furqan, 1997. Également publié en arabe sous le titre ابراهيم نياس في السنغال / Fihris makhṭūṭāt Maktabat al-Shaykh Mūr Mubay Sīsī wa-maktabat al-Ḥājj Mālik Sih wa-Maktabat al-Shaykh Ibrāhīm Niāshīm.
- Islam et islamisme au Sud du Sahara, Paris, Karthala, 1998 (avec Jean-Louis Triaud).

Il a également écrit un certain nombre d'articles de revues à comité de lecture.